# Anna Podczaszy
Anna Podczaszy (* 25. April 1972 in Legnica) ist eine polnische Dichterin.

## Leben
2000 debütierte Podczaszy mit ihrem Gedichtband danc, der für den Wisława-Szymborska-Preis nominiert wurde.
Sie lebt in Legnica und doziert dort Englisch am Fremdsprachenkolleg für angehende Lehrer (Nauczycielskie Kollegium Języków Obcych). Seit ihrer Jugend spielt sie Basketball in dem Verein Lew Legnica.

## Werk
Podczaszy zählt Emily Dickinson, Bolesław Leśmian, Philip Larkin, E. E. Cummings, Marcin Świetlicki und Eugeniusz Tkaczyszyn-Dycki zu ihren wichtigsten lyrischen Einflüssen.
Jarosław Borowiec schreibt über ihre Dichtung, dass „Anna Podczaszy über alles mit eigener Stimme spricht, diese konsequent und bewusst entwickelt und dabei außerhalb einer künstlich aufgedrängten Verwirklichung irgendeines poetischen Plans bleibt.“

## Bibliografie
- danc, 2000 (nominiert für den Wisława-Szymborska-Preis)
- Wte i nazad, 2003
- Mniej, więcej, 2007